# Hellböden
Die Hellböden sind ein 2711 m ü. A. hoher Berggipfel der Villgratner Berge an der Grenze zwischen den Gemeinden St. Jakob in Defereggen, Innervillgraten (beide Osttirol, Österreich) und Gsies (Südtirol, Italien). Der Gipfel liegt am Scheitelpunk zwischen dem Defereggental im Norden, dem Villgratental im Südosten und dem Gsieser Tal im Südwesten.

## Lage
Die Hellböden liegen im Nordwesten der Villgratner Berge am Zentralen Hauptkamm, der hier Osttirol im Norden von Südtirol im Süden trennt. Der Gipfel befindet sich zwischen der Hochkreuzspitze (2739 m ü. A.) im Nordosten und dem Tisch (2718 m ü. A.) im Süden, wobei zwischen der Hochkreuzspitze und den Hellböden der Pfoisattel liegt und sich zwischen den Hellböden und dem Tisch die Vordere und die Hintere Gsieser Lenke befindet. Der Nordostgrat der Hellböden geht über einen unbenannten Höhenpunkt (2691 m ü. A.) zur Pfannspitze (2676 m ü. A.), wobei vom unbenannten Höhepunkt die Pfannscheid abzweigt. Nördlich der Hellböden befindet sich der Talschluss des Stallebachs, im Westen liegt das Quellgebiet des Pfoibachs. Die Südostflanken der Hellböden fallen zur Seealm ab, wo sich das Quellgebiet des Klapfbachs liegt.

## Anstiegsmöglichkeiten
Das Normalweg auf die Hellböden führt auf markiertem Weg vom Arntal und der Unterstalleralm entlang des Klapfbach bis zum Schwarzsee und danach über die Seealm auf den Hauptkamm der Villgratner Berge und von hier knapp unterhalb des Grats auf die Hellböden. Alternativ kann der Aufstieg aus dem Arntal auch über die Scharte westlich der Pfannspitze und danach weglos auf die Pfannspitze  über den Verbindungsgrat zu den Hellböden erfolgen.
Der Aufstieg von Norden führt von der Ortschaft Rinderschinken über die Alpe Stalle durch das Tal des Stallebach zur Hinteren Stalle-Alm. Von hier führt der markierte Wanderweg weiter bis in den Talschluss und danach westwärts über die Südostflanke zunächst in den Pfoisattel und danach unterhalb des Grates bis zu den Hellböden. Aus dem Gsiesertal können die Hellböden über das Tal des Pfoibach und den Pfoisattel oder die Vordere Gsieser Lenke und danach jeweils entlang des Grates erreicht werden.